# Bomolocha fusculalis
Bomolocha fusculalis är en fjärilsart som beskrevs av Saalmüller 1891. Bomolocha fusculalis ingår i släktet Bomolocha och familjen nattflyn. Inga underarter finns listade i Catalogue of Life.